# Mùa xuân đầu tiên (bài hát của Văn Cao)
Mùa xuân đầu tiên là ca khúc của nhạc sĩ Văn Cao sáng tác vào giáp Tết Bính Thìn (1976). Đây là ca khúc đầu tiên của ông sáng tác và được phổ biến, sau 20 năm kể từ lần cuối cùng Văn Cao tạm dừng gác bút sự nghiệp sáng tác ca nhạc kể từ giữa thập niên 1950 và được xem là tác phẩm cuối cùng của ông, nhưng gần 12 năm sau khi sáng tác, ca khúc mới được phổ biến rộng rãi.
Văn Cao đã tìm cho mình một góc thăng hoa riêng về sự kiện 30 tháng 4 năm 1975 để viết ra Mùa xuân đầu tiên với niềm vui đất nước đã hoàn thành sự nghiệp giành độc lập, khép lại một thời chiến tranh gian khổ mà ông đã mô tả trong Tiến quân ca. Ông nói với con: "Cha viết bài nầy mừng đất nước thống nhất, nhân dân mình đoàn tụ".

## Hoàn cảnh ra đời
Bài hát đã được nhạc sĩ Văn Cao lên ý tưởng từ sau khi hiệp định Paris được ký kết, nhưng phải đến mùa xuân đầu tiên sau khi đất nước thống nhất năm 1976 ông mới viết và hoàn thành.
Theo đơn đặt hàng của báo Sài Gòn Giải Phóng, Văn Cao nhận lời và viết Mùa xuân đầu tiên vào dịp giáp Tết Bính Thìn, và ca khúc được đăng lần đầu tiên trên số báo Xuân Sài Gòn Giải Phóng 1976. Nhưng có ý kiến phê bình ca khúc là "nghe mơ hồ rắc rối, kêu gọi tình thương một cách chung chung, thiếu tính giai cấp", "ủy mị, yếu đuối" và bị xem là "lạc điệu" so với những bài hát nhạc Cách mạng "hào hùng, sảng khoái, ca từ hân hoan, hừng hực khí thế chiến thắng" lúc bấy giờ. Mặc dù vậy, các chương trình phát thanh tiếng Việt tại Moskva vẫn cho trình bày bài hát, và nhờ vậy Mùa xuân đầu tiên đã không bị lãng quên. Ông Văn Thao, người con trai của Văn Cao, tiết lộ tiếp rằng: "Nhưng cũng thật bất ngờ (không hiểu bằng con đường nào), trong cái năm 1976 ấy Mùa xuân đầu tiên được in ở nước Nga và được Liên Xô trả nhuận bút cho tác giả 100 rúp. Văn Cao phải viết giấy uỷ quyền qua đại sứ quán để con gái ông đang học bên đó lĩnh hộ. Ông bảo con gái: "Con cứ lấy mà tiêu, ở nước mình bao lâu nay bố có được biết đến đồng nhuận bút tác phẩm nào đâu." Còn tại Việt Nam, ca khúc vẫn chưa được phổ biến rộng rãi.

## Những khó khăn ban đầu
Cuối xuân 1985, tỉnh Nghĩa Bình (Quảng Ngãi và Bình Định ghép lại) có nhã ý mời Văn Cao, Nguyễn Trọng Tạo và Nguyễn Thụy Kha vào thăm và sáng tác cho tỉnh. Sau đó, mỗi người làm một bưu thiếp gồm một bức ký họa chân dung, một bài thơ và một bản nhạc. Về phần Văn Cao là bức tự họa của ông, một bài thơ ông mới viết về Quy Nhơn và bản nhạc là "Mùa xuân đầu tiên" mà ông cất trong tủ từ nhiều năm, theo lời Văn Cao:" "Viết ra in trên báo Sài Gòn Giải Phóng, rồi đưa cho đài từ năm 1976, có thu đâu mà chả để trong tủ. May Liên Xô (cũ) còn in cho làm kỷ niệm". 
Năm 1988, niềm vui trở lại với Văn Cao. Ngoài việc Hội Nhà văn Việt Nam phục hồi hội tịch cho các bạn ông như Hữu Loan, Hoàng Cầm, Trần Dần, Lê Đạt, Phùng Quán sau 30 năm, và với riêng ông là việc diễn ra hơn 60 đêm nhạc của ông từ mùa xuân cho tới mùa thu, cùng lúc Nhà xuất bản Tác phẩm Mới ấn hành tập thơ Lá của Văn Cao và đặc biệt Nhà xuất bản Trẻ ấn hành một tập thơ/nhạc khổ rộng mang tên Thiên thai, trong ấn phẩm này, có công bố bài hát Mùa xuân đầu tiên.

## Được công chúng biết đến và đón nhận
Năm 1991, khi ông Nguyễn Ngọc Hà thay mặt Hội Việt kiều yêu nước tại Pháp đặt Nguyễn Thụy Kha làm một phim video ca nhạc về cuộc đời Văn Cao, trong cảnh Văn Cao về quê Nam Định, ông lồng Mùa xuân đầu tiên vào một đoạn dài. Lần đầu tiên, Mùa xuân đầu tiên được ca sĩ Quốc Đông thu âm với phần đệm đàn organ của nhạc sĩ Hoàng Lương.
Năm 1992, Nhà xuất bản Lao động ấn hành cuốn tiểu thuyết tư liệu do Nguyễn Thụy Kha viết và mang tên "Văn Cao - người đi dọc biển". Trong sách có một chương dành cho Mùa xuân đầu tiên. Cuốn sách hiện được lưu trữ tại thư viện Đại học Harvard ở thành phố Boston thuộc bang Massachusetts của Mỹ.
Năm 1993, Nhà xuất bản Văn Học tiến hành xuất bản Tuyển tập thơ Văn Cao để kỷ niệm 70 năm sinh của ông (1923-1993). Năm ấy, một chương trình đêm nhạc Văn Cao mang tên "Văn Cao - một đồng hành tuổi trẻ" được tổ chức biểu diễn tại Cung Văn hóa Thanh niên ở phố Tăng Bạt Hổ, Hà Nội. Trong chương trình, nữ ca sĩ Minh Hoa của Trường cao đẳng Văn hóa nghệ thuật quân đội đã trình diễn Mùa xuân đầu tiên và đó là lần đầu tiên ca khúc này được hát trên sân khấu, dù chỉ là trong một buổi "văn nghệ quần chúng".
Số phận long đong của Mùa xuân đầu tiên phải kéo dài tới 20 năm, phải đến sau ngày Văn Cao mất (ngày 10 tháng 7 năm 1995), bài hát mới được biết đến rộng rãi. Vào dịp giỗ 49 ngày của ông, trong hội diễn toàn quốc diễn ra ở Đà Nẵng, một đêm nhạc Văn Cao diễn ra với sự trình diễn của tốp diễn viên Trường cao đẳng Văn hóa nghệ thuật quân đội, mà trong đêm ấy, Mùa xuân đầu tiên đã được một tốp ca nữ trình diễn. Cùng năm ấy, đạo diễn Đinh Anh Dũng thực hiện phim ca nhạc "Văn Cao - Buổi sáng có trong sự thật", trong đó bài hát Mùa xuân đầu tiên được ca sĩ Thanh Thúy, lúc đó mới 17 tuổi, trình bày. Từ đó, Mùa xuân đầu tiên càng ngày càng lan tỏa ra đời sống.